# Haslington Hall

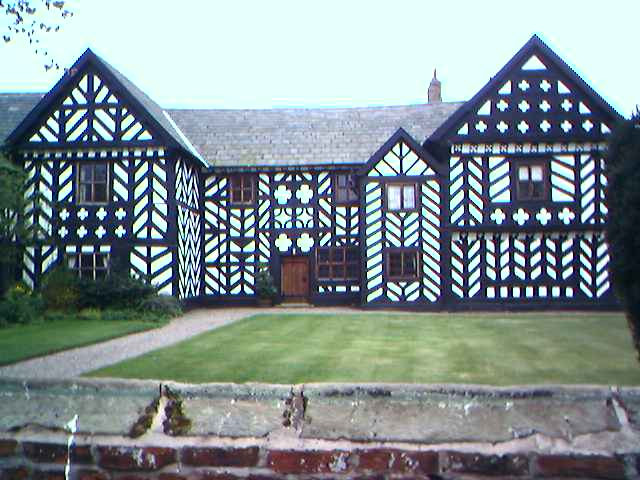
Haslington Hall

Haslington Hall ist ein Landhaus im flachen Land, 1 km östlich des Dorfes Haslington in der englischen Grafschaft Cheshire. English Heritage hat es als historisches Gebäude I. Grades gelistet.

## Frühe Geschichte
Es ist schwierig, die frühe Geschichte des Landhauses nachzuvollziehen, weil alle frühen Dokumente dieses Hauses im Keller einer Bank in Manchester aufbewahrt wurden. Sie wurden 1940 während eines Bombenangriffs im Zweiten Weltkrieg auf Manchester zerstört.
Die Grundherrschaft von Haslington erlangte die Familie Vernon durch die Heirat von Sir Thomas Vernon und Joan Lostock, der Erbin von Haslington, im 14. Jahrhundert. Admiral Sir Francis Vernon ließ 1545 das Haus errichten, das Teile des ursprünglichen, mittelalterlichen Herrenhauses enthält, das von 1480 stammen soll. An- und Umbauten wurden im 16., 17. und 19. Jahrhundert durchgeführt. Man sagt, dass einige der Holzbalken, die in einer frühen Phase des Baus verwendet wurden, 1588 von den Schiffen der spanischen Armada gerettet wurden. Ende des 19. Jahrhunderts war das Herrenhaus einfach ein Bauernhof. 1931 wurden ausgedehnte Reparaturen, Änderungen und Ergänzungen durchgeführt.

## Architektur
Das Haus ist zum Teil mit Holzfachwerk, zum Teil auch in Ziegeln und hat ein Schieferdach. Das zweistöckige Gebäude hat sechs Joche. in den Fachwerkbereichen sind die Balken im Fischgrätmuster, im Vierpass und in gespitzten, konkaven Rauten angeordnet. Die hintere Fassade ist hauptsächlich in Ziegelbauweise erstellt.

## Jüngste Geschichte
Frühere Bewohner waren zum Beispiel Colonel H. Watts und Mrs Lilian Watts. Mrs Watts war die erste Präsidentin des Women’s Institute, Abteilung Haslington und Crewe Green, die 1944 gegründet wurde. Oft wird sie mit Mrs Madge Watts verwechselt, einer Kanadierin, die Women’s Institutes 1915 im Vereinigten Königreich gegründet hat. Letztere kehrte 1919 nach Kanada zurück und es ist nicht wahrscheinlich, dass sie jemals Haslington besucht hätte.
Nach dem Ersten Weltkrieg verbrachte die spätere Air Commodore Felicity Peake, die erste Direktorin der Women’s Royal Air Force und Tochter von Colonel H. Watts, den größten Teil ihrer Jugend in dem Haus. 1970 kaufte der Millionär Tony Vernon das Haus, der Murray Vernon, eine der größten unabhängigen Milchverarbeitungsbetriebe des Landes, gegründet hat. Er ließ das Haus über die folgenden 30 Jahre renovieren. Nach seinem Tod wurde das Haus für 3 Millionen Pfund Sterling an Isaq und Nina Raja verkauft. Es gehört heute zu TailorMade Venues, einer exklusiven Sammlung von Schauplätzen für Hochzeiten und Privatveranstaltungen.